# Простиня (Дравський повіт)
Простиня (пол. Prostynia, нім. Wildforth) — село в Польщі, у гміні Каліш-Поморський Дравського повіту Західнопоморського воєводства.
Населення — 157 осіб (2011).
У 1975-1998 роках село належало до Кошалінського воєводства.

## Демографія
Демографічна структура станом на 31 березня 2011 року:
|          | Загалом | Допрацездатний вік | Працездатний вік | Постпрацездатний вік |
| -------- | ------- | ------------------ | ---------------- | -------------------- |
| Чоловіки | 84      | 17                 | 60               | 7                    |
| Жінки    | 73      | 10                 | 50               | 13                   |
| Разом    | 157     | 27                 | 110              | 20                   |